# 马来亚铁道23型柴油机车
23型柴油机车是马来亚铁道的电力传动柴油机车车型之一，由日本的日立制作所设计制造，于1983年5月至7月间交付使用，至2000年代末开始逐步停运报废，目前尚存少数几台机车仍在继续使用。

## 技术特点
23型柴油机车是干线客货运通用的电力传动柴油机车，采用双司机室及内走廊结构的箱型车体，车体底架可满足190吨的纵向压缩载荷。车体两端设有两个对称的箱型司机室，车体中部设有动力室、电气室和冷却室。这也是第一款采用马来亚铁道第三代标准涂装的柴油机车，车身涂装色彩和马来西亚国旗的颜色相同，即以灰色车身为主色并配以红、蓝、黄三条色带。根据马来亚铁道的技术要求，采用西屋空气制动公司（WABCO）的28-LV-1型制动装置，该制动装置对机车使用空气制动，对列车使用真空制动。
机车走行部为两台可互换的三轴转向架，构架采用“目”字形钢板焊接结构，轮对轴箱采用导框式定位结构；转向架采用无摇枕、无心盘的全旁承支重结构，车体全部重量通过八组旁承弹簧坐落在两台转向架上； 一系悬挂为轴箱顶端螺旋弹簧，二系旁承悬挂为每侧两组四个的螺旋圆弹簧组，并配有垂向油压减震器；牵引力和制动力通过长颈中心销传递，以降低牵引点高度及减少轴重转移。牵引电动机采用轴悬式驱动方式，输出的扭矩通过一级减速齿轮传递给轮对。
马来亚铁道根据泰国国家铁路对AD24C型柴油机车的使用经验，决定在23型柴油机车上选用法国SEMT皮尔斯蒂克制造的柴油机。机车装用一台四冲程、12气缸、涡轮增压、特殊预燃烧室式的12PA4V-200VG型柴油机，气缸内径为200毫米，活塞冲程为210毫米；标定功率为2,310马力（1,720千瓦），装车运用功率为2,160马力（1,610千瓦），额定转速为每分钟1500转。
主传动系统使用交—直流电传动装置，柴油机直接驱动一台牵引发电机，发出的三相交流电经整流成直流电后，供给六台并联的直流牵引电动机。牵引发电机是一台独立励磁的无刷交流发电机，持续功率为1450千伏安。牵引电动机为强迫通风冷却的串励直流电动机，持续功率为200千瓦。

## 机车命名
23型柴油机车全部皆以人类品德来命名。
| 23101 |        | 信赖 | 23106 | GAGAH  | 无畏 | 23111 | MAJU    | 进步 |
| 23102 | BIJAK  | 机敏 | 23107 | HANDAL | 英勇 | 23112 | PANDUAN | 指导 |
| 23103 | BERANI | 坚定 | 23108 | HORMAT | 尊敬 | 23113 | PANTAS  | 敏捷 |
| 23104 | BERSIH | 整洁 | 23109 | IKHLAS | 诚恳 | 23114 | SEDIA   | 就绪 |
| 23105 | CEKAP  | 有为 | 23110 | JUJUR  | 忠诚 | 23115 | SETIA   | 诚实 |

## 参看
- 马来西亚铁路运输
- 马来亚铁道24型柴油机车